# Рахаєв Ігор Володимирович
І́гор Володи́мирович Раха́єв (нар. 26 травня 1973, Харків) — колишній український футболіст, по завершенні ігрової кар'єри — тренер.

## Біографія

### Ігрова кар'єра
Має вищу освіту, закінчив Харківську державну академію фізичної культури.
Почав виступи у великому футболі з Другої союзної ліги в 1990 році, де виступав за клуб «Маяк» (Харків).
У середині 1992 року перейшов в клуб «Торпедо» (Запоріжжя), який грав на той момент у вищій лізі чемпіонату України. В елітному дивізіоні дебютував 6 вересня 1992 року в матчі проти київського «Динамо», вийшовши на поле на останні п'ять хвилин гри. Проте закріпитись у складі запорізької команди не зумів і з початку 1995 року змушений був підтримувати ігрову форму в аматорському клубі «Авангард» (Мерефа).
З літа 1995 року грав у першій лізі за «Металіст» (Харків), де провів наступні два сезони, після чого ще півроку грав за дубль «Металіста».
У другій половині 1998 року грав за «Арсенал» (Харків) в аматорській лізі, де через травми рано завершив виступи.

### Тренерська кар'єра
Як тренер дебютував у харківському «Арсеналі», де працював головним тренером з 2002 до січня 2005 року і знову з липня по грудень 2005 року. Як головний тренер «Арсенала» Рахаєв брав участь у виході команди спочатку до першої, а потім до вищої ліги чемпіонату України.
Із 2006 року почав працювати у харківському «Металісті», де був головним тренером молодіжної команди, разом з якою у сезоні 2010/11 виграв срібні медалі молодіжного чемпіонату України.
З початку сезону 2011/12 став асистентом головного тренера «Металіста» Мирона Маркевича.
24 лютого 2014 року призначений виконувачем обов'язки головного тренера ФК «Металіст» у зв'язку з відставкою Мирона Маркевича. 19 травня того ж року призначений головним тренером ФК «Металіст», який привів до бронзових медалей.
У січні 2016 року очолив клуб «Заря» (Бєльці), з яким здобув Кубок Молдови. 29 травня того ж року залишив бєльцький клуб.
На початку грудня 2016 року став головним тренером казахстанського клубу «Актобе». 8 квітня 2017 року звільнений з посади через незадовільні спортивні результати.
27 грудня 2017 року став головним тренером харківського «Геліоса». Під керівництвом Рахаєва «сонячні» провели підготовку до другої частини сезону 2017/18 та п'ять матчів у Першій лізі, у яких команда двічі виграла та тричі програла, причому всі три поразки були від команд із нижньої частини турнірної таблиці. 13 квітня 2018 року тренерський штаб харків'ян на чолі з Рахаєвим було відправлено у відставку.

## Титули та досягнення
Як помічник Мирона Маркевича
- Срібний призер Чемпіонату України (1): 2012/13.
- Бронзовий призер Чемпіонату України (6): 2006/07, 2007/08, 2008/09, 2009/10, 2010/11, 2011/12.

Як головний тренер
- Бронзовий призер Чемпіонату України (1): 2013/14.
- Срібний призер Першої ліги України (1): 2004/05.
- Срібний призер Другої ліги України (1): 2001/02.

- Володар Кубка Молдови (1): 2015/16.